# Edith Rosenbaum
Edith Louise (Rosenbaum) Russell (Cincinnati, 12 de junho de 1879 – Londres, 4 de abril de 1975) foi um jornalista de moda e estilista americana, além de correspondente do jornal Women's Wear Daily. Edith é melhor lembrada como uma das sobreviventes do naufrágio do RMS Titanic em 15 de abril de 1912, com sua caixa de música em formato de porco. O brinquedo feito de papel machê, tocava uma canção conhecida como "The Maxixe" quando seu rabo era torcido, foi usada por Edith Russell para acalmar as crianças assustadas dentro do bote salva-vidas em que escaparam. Sua estória se tornou amplamente conhecida na imprensa da época e posteriormente incluída no  relato e livro best-seller sobre o desastre A Night to Remember de Walter Lord. Russell foi também retratada no docudrama britânico vencedor de prêmios, produzido por William MacQuitty, baseado no livro de Lord.

## A bordo do Titanic
Em 5 de abril de 1912, Edith Rosenbaum, na qualidade de correspondente em Paris para o Daily Wear Daily, apresentou uma reportagem sobre as modas usadas nas corridas de Auteuil. Ansiosa para voltar para Nova Iorque com suas compras para a temporada, ela reservou passagem no George Washington que iniciaria sua viagem dois dias depois, no domingo de Páscoa. Mas um telegrama de seu editor, pedindo-lhe para cobrir as corridas Paris-Roubaix no domingo, fez com que ela atrasasse sua travessia até o dia 10 de abril quando embarcou no RMS Titanic, na rota de Southampton para Nova Iorque. Além de ter sua própria cabine nas acomodações da Primeira Classe, cabine A-11, se acredita que ela também tenha reservado outro quarto para acomodar suas 19 malas e baús de bagagem; este quarto extra foi provavelmente o E-63. Antes de embarcar em Cherbourg-Octeville, Edith perguntou sobre o seguro de sua bagagem mas, segundo relatos, foi lhe dito que isto não era necessário pois o navio era "inafundável." Após a colisão do Titanic com um iceberg na noite de 14 de abril, Edith afirmava ter trancado todos seus baús, contendo a valiosa mercadoria de alta costura que ela estava importando, antes de sair ao convés. Enquanto sentada no lounge, assistindo a evacuação geral, ela espiou o quarto de seu camareiro, Robert Wareham, e o chamou. Ela disse que tinha ouvido falar que o Titanic seria rebocado para Halifax enquanto os passageiros seriam transferidos para outro navio e ela estava preocupada com a bagagem. Mas quando entregou as chaves dos baús para Wareham para que ele pudesse passar suas bagagens pela alfândega por ela, ela pediu que desse um "beijo de adeus nos baús."

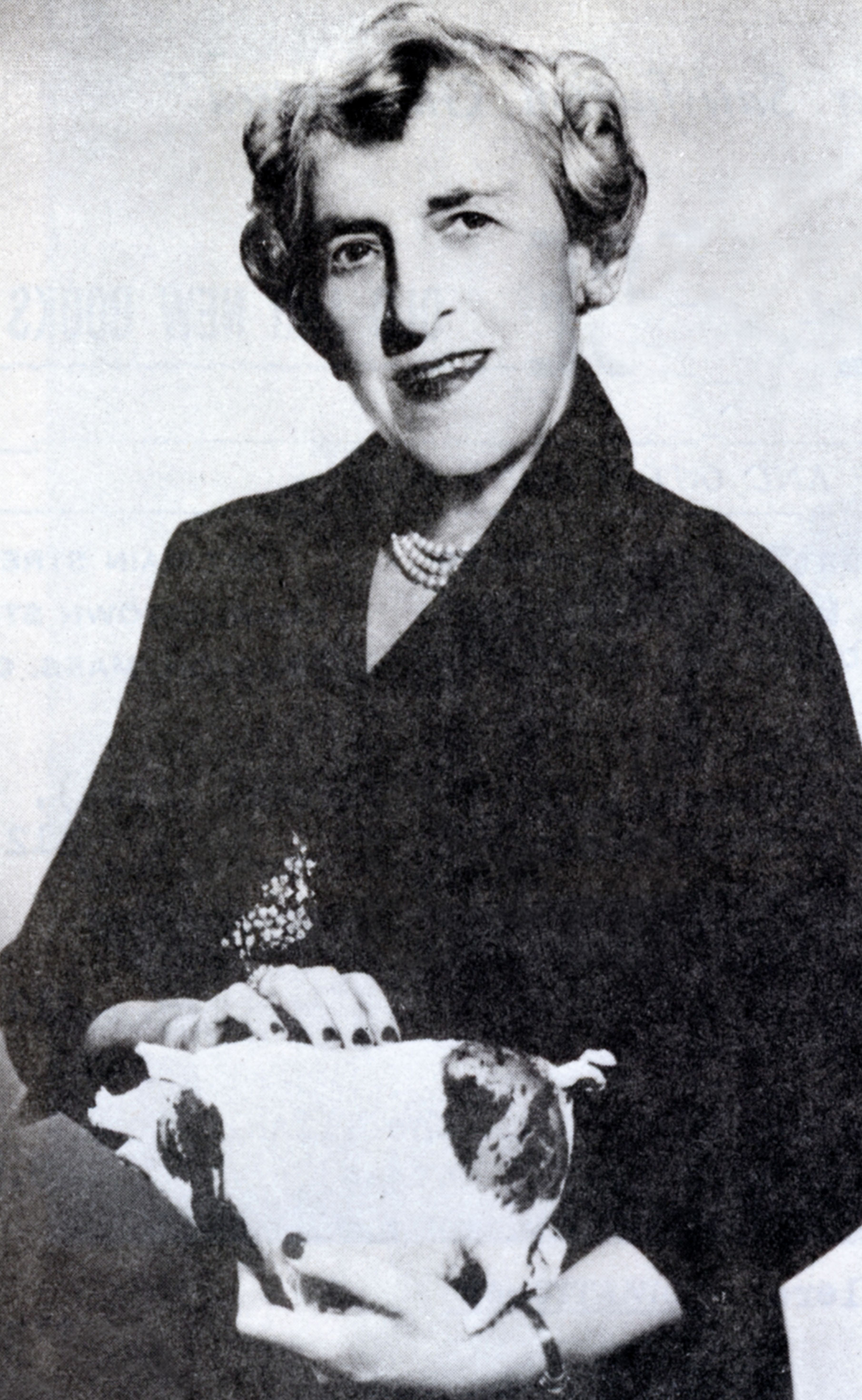
Em seus últimos anos, Edith Russell e seu porco de brinquedo sempre eram procurados por programas de TV e rádio

O camareiro retornou para a cabine de Edith para trazer seu "mascote", uma pequena caixa de música feita de papel machê em formato de porco, branco e preto. O brinquedo tocava "The Maxixe," uma canção popular, quando seu rabo era torcido. Descobrindo que na França o porco é reconhecido como um símbolo de boa sorte, sua mãe tinha lhe dado o brinquedo após o acidente de carro que ela tinha sobrevivido no ano anterior. Edith tinha prometido a sua mãe que o manteria sempre consigo. Quando Wareham voltou com o brinquedo, enrolado em um cobertor, Edith se dirigiu para o convés dos botes, ficando do lado de estibordo do navio. Ali ela foi notada por J. Bruce Ismay, presidente da White Star Line, a companhia que era proprietária do Titanic. Ele a admoestou por não ter entrado em um bote salva-vidas ainda e dirigiu-a por uma escada para o convés abaixo, onde um estava sendo carregado. Lá ela foi ajudada a entrar no bote número 11 por um passageiro masculino, depois que um tripulante agarrou seu porco de brinquedo, talvez achando que era um animal de estimação vivo e jogou-o à frente dela. Definitivamente, o mais estranho sobrevivente do Titanic, é agora parte da coleção do Museu Marítimo Nacional em Londres, e foi usado como objeto de cenário no filme A Night To Remember. O Bote 11 foi baixado com estimativas  de 68 a 70 pessoas a bordo, incluindo muitas crianças. Se acredita que o Bote 11, com cinco passageiros a mais que o total permitido, tinha o maior número de ocupantes entre os botes lançados naquela noite.
Quando o Bote 11 se afastou do navio que afundava, Edith encontrou-se cercada por crianças chorosas e inquietas, e para acalmá-los e divertir-los, tocou seu pequeno porco musical, torcendo a cauda para emitir as notas de "The Maxixe." Uma das crianças era o pequeno Frank Aks, com 10 meses de idade, com quem se rencontrou muitos anos depois,  mostrando o porco que o divertira.
Rosenbaum posteriormente processou a White Star Line, pela perda de sua bagagem. Foi uma das maiores reivindicações apresentadas contra a companhia de navio depois do desastre.

## Legado
Em sua expedição de 2001 ao local dos destroços do Titanic, o cineasta James Cameron e sua equipe descobriram a cabine de Edith com o espelho de sua penteadeira ainda de pé e intacto. Fotos do quarto e um relato da exploração foram publicados no livro de 2003  Ghosts of the Abyss de Don Lynch e Ken Marschall. Edith também foi retratada no documentário do mesmo nome lançado pela Walt Disney Pictures.
Pig on the Titanic de Gary Crew, um livro infantil ilustrado sobre Edith e seu mascote sortudo, foi publicado em 2005 pela HarperCollins (ISBN 0060523050).
Durante a comemoração do centenário do naufrágio do Titanic em 2012, a estória de Edith ressurgiu nos jornais e revistas bem como em exibições em museus, notavelmente no Museu Marítimo Nacional, onde seu porco e chinelos são mostrados. Desde então, o museu restaurou o mecanismo que tocava música pela primeira vez em mais de 60 anos. A canção que o brinquedo toca foi confirmada como "The Maxixe," também conhecida como "La Sorella march," um tango brasileiro, originalmente escrita por Charles Borel-Clerc e Louis Gallini.